# خافيير فيلاسكيز
خافيير فيلاسكيز (بالإسبانية: Javier Velásquez Quesquén)‏ هو محامي وسياسي بيروفي، ولد في 12 مارس 1960 في بيرو. حزبياً، نشط في التحالف الثوري الشعبي الأمريكي. وقد انتخب عضو مجلس الشيوخ البيروفي ‏ وانتخب رئيس مجلس الوزراء البيروفي ‏ (11 يوليو 2009 – 14 سبتمبر 2010).